# Diora Baird
Diora Lynn Baird (nascida em 6 de abril de 1983) é uma atriz norte-americana e ex-modelo da Guess? que já atuou em filmes como Wedding Crashers (2005), Accepted (2006), The Texas Chainsaw Massacre: The Beginning (2006), Young People Fucking (2007), My Best Friend's Girl (2008), Stan Helsing (2009) e Transit (2012).
Baird nasceu em 1983, na cidade de Miami, do estado norte-americano da Flórida. Seus pais também atuavam como modelo.
Como modelo, foi a garota da capa da revista norte-americana Playboy, da edição de agosto de 2005. Depois, já como atriz, sua carreira se torna mais relevante graças a um pequeno papel no filme de 2005, Wedding Crashers.

## Vida pessoal
Atualmente, é casada com Jonathan Togo, com quem teve um filho.